# Kanton Ploubalay
Kanton Ploubalay (fr. Canton de Ploubalay) je francouzský kanton v departementu Côtes-d'Armor v regionu Bretaň. Tvoří ho osm obcí.

## Obce kantonu
- Lancieux
- Langrolay-sur-Rance
- Pleslin-Trigavou
- Plessix-Balisson
- Ploubalay
- Saint-Jacut-de-la-Mer
- Trégon
- Tréméreuc